# Мире
Ми́ре (греч. Μοίραι, Мирес, Μοίρες) — малый город в Греции, на острове Крит. Расположен на прибрежной низменности Месара, на правом берегу реки Еропотамос. Административный центр общины Фестос периферийной единицы Ираклион в периферии Крит. Население 6379 человек по переписи 2011 года.
В Мире находится кафедра Гортинской и Аркадийской митрополии.

## Сообщество Мире
Сообщество Мире (Κοινότητα Μοιρών) создано в 1925 году (ΦΕΚ 27Α). В сообщество входят четыре населённых пункта. Население 6496 человек по переписи 2011 года. Площадь 15,937 км².
| Наименование  | Население (2011), человек |
| ------------- | ------------------------- |
| Айос-Андониос | 17                        |
| Ксерокамбия   | 85                        |
| Мире          | 6379                      |
| Сфериана      | 15                        |

## Население
| Год  | Население, человек |
| ---- | ------------------ |
| 1991 | 4678               |
| 2001 | 6015               |
| 2011 | ↗ 6379             |